# Agnes Afiyo
Agnes Afiyo (* 8. Juli 1978) ist eine ehemalige ghanaische Leichtathletin.

## Leben und Karriere
Afiyo stammt aus der Eastern Region; sie ist Christin, studierte im Sommer 1998 und wog zu dieser Zeit 70 kg bei einer Körpergröße von 170 cm. Bei den Junioren-Afrikameisterschaften 1995 im ivorischen Bouaké gewann Afiyo die Silbermedaille im Speerwurf (39,00 m), zwei Jahre später im nigerianischen Ibadan die Goldmedaille im Speerwurf (53,54 m) sowie Bronze über 200 m (24,32 s). In den Jahren 1995, 1996 und 1998 wurde sie jeweils ghanaische Landesmeisterin mit dem Speer. 1997 gewann sie insgesamt sechs Landesmeistertitel, im Juli 1997 verbesserte Afiyo ihren eigenen ghanaischen Landesrekord im Speerwurf auf die Rekordweite von 55,36 m. Afiyo galt als „multitalentiert“ und trat neben dem Speerwurf auch im Kugelstoßen, den Sprungwettbewerben wie Weitsprung, den Sprintdisziplinen und den Staffeln an. Eine routinemäßige medizinische Untersuchung im Zuge einer Juniorenveranstaltung in Frankreich 1997 ließ Zweifel am Geschlecht Afiyos aufkommen. Im August 1999 wurde berichtet, dass nach weiteren medizinischen Tests Afiyos biologisches Geschlecht als männlich festgestellt worden sei. Die Ghana Amateur Athletics Association (GAAA) erkannte daraufhin alle Ergebnisse und Rekorde Afiyos ab. Weitere Details sind nicht bekannt.